# Roberto Manrique
Roberto Manrique (né le 23 avril 1979 à Guayaquil, Équateur), est un acteur équatorien, très connu dans le domaine des telenovelas. Il est diplômé en Techniques de publicité et de communication sociale.

## Biographie
Roberto Manrique est né le 23 avril 1979 en Guayaquil, Équateur. Son père, Xavier Manrique, était un cardiologue renommé dans son pays. Sa mère s'appelle Clemencia Miranda (surnommée la Mencha). Son père est mort d'un cancer du poumon et Roberto Manrique se rappelle qu'enfant, « il traitait la douleur avec sa main magique ». Il affirme que le moment le plus heureux de sa vie a été le dernier baiser de son père avant de mourir.
Du 18 mai à fin juin 2015, Roberto Manrique enregistre le film Santiago Apóstol, une production de José Manuel Brandariz où Julián Gil tient la vedette en jouant Santiago.
Le 27 août 2021, Roberto Manrique fait son coming out en se déclarant gay et annonce être en couple avec son compagnon depuis sept ans,.

## Filmographie

### Films
- 2012 : Al interior

### Telenovelas
- 2003 : La Hechicera
- 2004 : Joselito
- 2004 : Yo vendo unos ojos negros : Jimmy
- 2005 : Corazón Dominado : El Gato
- 2007 : Victoria : Sebastián Villanueva
- 2008 : Doña Bárbara : María Nieves
- 2009 : Los Victorinos : Victorino Manjarrés
- 2010 : Los Caballeros las Prefieren Brutas : Daniel
- 2010 : Le Clone : Alejandro Cortes, dit Snake
- 2010-2011 : La taxista : Dennis
- 2011-2012 : Decisiones : Jimmy
- 2011-2012 : Flor salvaje : Sacramento Iglesias
- 2013-2014 : Marido en alquiler : José Enrique Salinas Carrasco, dit Kike
- 2016 : La Esclava Mestizó : Marío Lucíano Salvaterra De La Santiallaña Doño
- 2017 : Sin senos sí hay paraíso 2 (El final del paraíso) : Santiago Sanín

### Séries télévisées
- 2003 : Mis primas
- 2004 : Solteros Sin Compromiso
- 2006 : Padres e hijos
- 2007 : Así es la vida
- 2009 : Mujeres asesinas (Colombia) : Claudia, La Cuchillera

### Télé-réalité
- 2014 : Tumbao

## Théâtre
- 2003 : A la sombra del volcán
- 2004 : Venecia
- 2005 : Pentagrama cultural
- 2006 : Humor de Chéjov en un acto
- 2009 : La gata sobre el tejado caliente
- 2012 : Herejía
- 2012 : Confesiones del Pene
- 2014 : Mitad y Mitad
- 2014 : Los hombres no mienten